# 国吉町
国吉町（くによしまち）は千葉県夷隅郡にかつて存在した町である。

## 地理
- 旧夷隅町の東部、現在のいすみ市の西部に位置する。
- 村内には夷隅川が流れている。

## 歴史
村名はかつて存在した国吉村に由来する。

### 村域の変遷
- 1889年（明治22年）4月1日 - 町村制施行に伴い、苅谷村・弥正村・深谷村・今関村・島村・楽町村・万木村・国府台村が合併し夷隅郡国吉村が発足。
- 1893年（明治26年）9月22日 - 町制施行し国吉町となる。
- 1954年（昭和29年）4月29日 - 中川村・千町村と合併し夷隅町が発足。同日国吉町廃止。

変遷表
| 1868年 以前 | 1868年 以前 | 明治7年 | 明治22年 4月1日 | 明治26年 9月22日 | 昭和29年 4月29日 | 平成17年 12月5日 | 現在     |
| ----------- | ----------- | ------- | --------------- | ---------------- | ---------------- | ---------------- | -------- |
|             | 苅谷村      | 苅谷村  | 国吉村          | 町制             | 夷隅町           | いすみ市         | いすみ市 |
|             | 小苅谷村    | 苅谷村  | 国吉村          | 町制             | 夷隅町           | いすみ市         | いすみ市 |
|             | 弥正村      |         | 国吉村          | 町制             | 夷隅町           | いすみ市         | いすみ市 |
|             | 深谷村      |         | 国吉村          | 町制             | 夷隅町           | いすみ市         | いすみ市 |
|             | 今関村      |         | 国吉村          | 町制             | 夷隅町           | いすみ市         | いすみ市 |
|             | 島村        |         | 国吉村          | 町制             | 夷隅町           | いすみ市         | いすみ市 |
|             | 楽町村      | 楽町村  | 国吉村          | 町制             | 夷隅町           | いすみ市         | いすみ市 |
|             | 小国吉村    | 楽町村  | 国吉村          | 町制             | 夷隅町           | いすみ市         | いすみ市 |
|             | 万木村      |         | 国吉村          | 町制             | 夷隅町           | いすみ市         | いすみ市 |
|             | 国府台村    |         | 国吉村          | 町制             | 夷隅町           | いすみ市         | いすみ市 |

## 人口・世帯

### 人口
総数 [単位： 人]
| 1891年（明治22年） | 3,397 |
| 1917年（大正 6年） | 3,897 |
| 1950年（昭和25年） | 4,368 |

### 世帯
総数 [単位： 世帯]
| 1950年（昭和25年） | 833 |

## 学校
- 国吉町立国吉小学校
- 国吉町立国吉中学校

## 交通

### 鉄道
- 日本国有鉄道（ → 東日本旅客鉄道 → いすみ鉄道）
  - ■木原線（ → いすみ線）
    - 国吉駅